# Franco Malerba
Franco Egidio Malerba (* 10. října 1946 Genova (česky Janov), Itálie) je první italský astronaut, 278. člověk ve vesmíru, který se zúčastnil sedmidenního letu amerického raketoplánu v roce 1992.

## Život
Je absolventem janovské univerzity Universita di Genova, kde v roce 1970 získal titul inženýra strojaře a o 4 roky později v oboru fyziky titul PhD. Stal se v Itálii členem Národního výboru pro vědu, pak byl zaměstnán u NATO v italské La Spezia. Po zdárném ukončení studia byl přes rok výzkumným pracovníkem v USA a Francii, od roku 1977 byl získán pro Italskou kosmickou agenturu (ASI), kde pracoval jako vědecký pracovník. O 14 let později zde absolvoval výcvik astronautů a v roce 1992 letěl na oběžnou dráhu Země.

## Let do vesmíru
Dvanáctého letu (registrován v COSPAR 1992-049A) raketoplánu Atlantis se zúčastnila tato posádka: Loren Shriver, Andrew Allen, Jeffrey Hoffman, Marsha Ivinsová, Franklin Chang-Diaz z Kostariky, Claude Nicollier ze Švýcarska a Ital PhD. Franco Malerba. Právě Malerba měl na starost italskou družici TSS-1, která měla být vypuštěna na 20 km dlouhém lanku. Experiment se nezdařil a družici přivezli v nákladním prostoru zpět. Posádka vypustila na oběžnou dráhu ještě jednu, mohutnou evropskou družici Eureca. Mise, která začala i skončila na Floridě, mysu Canaveral, byla označena i přes problém s TSS jako úspěšná.
- STS-46 Atlantis (31. července 1992 – 8. srpna 1992)

## Ocenění a uznání
Po Francu Malerbovi je pojmenována planetka (9897) Malerba, kterou objevili astronomové M. Tombelli a U. Munari v roce 1996.